# Europese dwergpalm
De Europese dwergpalm (Chamaerops humilis) is een palm uit het Middellandse Zeegebied. De dwerg-waaierpalmen komen van nature voor in alle landen die langs de Middellandse Zee gelegen zijn, en worden daar ook aangeplant als sierplant.
Deze palmen zijn tweehuizig, dus er zijn mannelijke en vrouwelijke planten. Heel zelden zijn de planten eenhuizig. De voortplanting gebeurt zowel vegetatief (door scheuten) als door zaadvorming. De zaden zijn 1-2 cm groot, licht ovaal tot bolvormig, en zijn oranje, bruin, rood of zwart van kleur. De planten in de regio van het Gardameer hebben voornamelijk oranje-bruin-rode zaden, terwijl de planten aan de Azurenkust en Spanje vooral zwarte zaden hebben.
De planten zijn winterhard in grote delen van Nederland en Vlaanderen, alwaar het geen invasieve planten zijn omdat ze zowel in de zomer als in de winter alleen op relatief droge plaatsen kunnen overleven. Ze verdraagt hitte en droogte, maar kan niet tegen te veel wind of vorst. Bij het aanplanten dient gezorgd te worden voor een goed gedraineerde ondergrond en een zeer zonnige plaats. De plant kan een aparte geur hebben tijdens de groei en bloei.

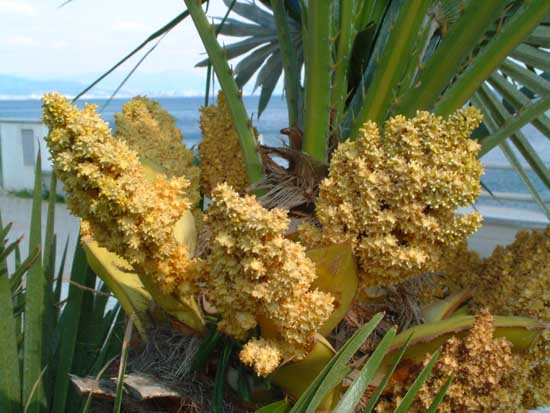
bloemen
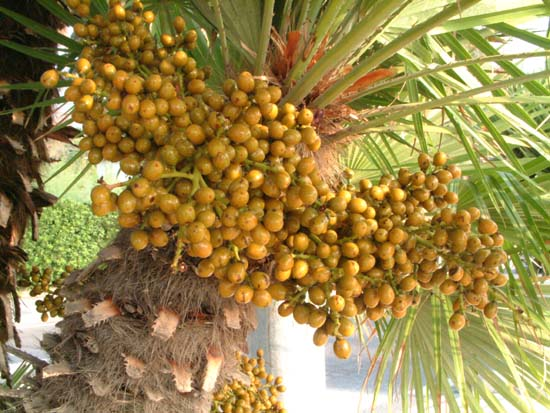
vruchten